# 药用唇柱苣苔
药用唇柱苣苔（学名：Chirita medica）为苦苣苔科唇柱苣苔属下的一个种。

## 扩展阅读
- 維基物種上的相關：药用唇柱苣苔